# Instantó gravitatori
En física matemàtica i geometria diferencial, un instantó gravitatori és una varietat Riemanniana completa de quatre dimensions que satisfà les equacions d'Einstein al buit. S'anomenen així perquè són anàlegs a les teories quàntiques de la gravetat dels instantons a la teoria de Yang-Mills. D'acord amb aquesta analogia amb els instantons Yang–Mills auto-duals, normalment s'assumeix que els instantons gravitacionals semblen un espai euclidià de quatre dimensions a grans distàncies i que tenen un tensor de Riemann auto-dual. Matemàticament, això significa que són 4-varietats hiperkähler asintòticament localment euclidianes (o potser asintòticament localment planes), i en aquest sentit, són exemples especials de varietats d'Einstein. Des d'un punt de vista físic, un instantó gravitatori és una solució no singular de les equacions d'Einstein al buit amb mètrica positiu-definida, en oposició a la mètrica Lorentziana.
Hi ha moltes generalitzacions possibles de la concepció original d'un instantó gravitatori: per exemple, es pot permetre que els instantons gravitacionals tinguin una constant cosmològica diferent de zero o un tensor de Riemann que no sigui autodual. També es pot relaxar la condició de límit que la mètrica és asintòticament euclidiana.
Hi ha molts mètodes per construir instantons gravitacionals, com ara el Gibbons–Hawking Ansatz, la teoria del twistor i la construcció del quocient d'hyperkähler.
Els instantons gravitatoris són interessants, ja que ofereixen informació sobre la quantificació de la gravetat. Per exemple, es necessiten mètriques euclidianes localment asimptòticament definides positives ja que obeeixen a la conjectura d'acció positiva; les accions que no estan limitades per sota creen divergència en la integral del camí quàntic.
- Una varietat de Kähler-Einstein de quatre dimensions té un tensor de Riemann autodual.
- De manera equivalent, un instantó gravitacional auto-dual és una varietat hiperkähler completa de quatre dimensions.
- Els instantons gravitatoris són anàlegs als instantons Yang-Mills autoduals.

Es poden fer diverses distincions pel que fa a l'estructura del tensor de curvatura de Riemann, relatives a la planitud i l'autodualitat. Això inclou:
- Einstein (constante cosmològica diferent de zero).
- Planitud de Ricci (tensor de Ricci desaparegut).
- Planitud conformal (tensor de Weyl desaparegut).
- Autodualitat.
- Anti-autodualitat.
- Conformament auto-dual.
- Conformament anti-auto-dual.